# Lesná (Pelhřimov)
Lesná é uma comuna checa localizada na região de Vysočina, distrito de Pelhřimov.